# Lundtofte Idrætsplads
Lundtofte Idrætsplads er et fodboldstadion i  Lundtofte, Kongens Lyngby og er hjemsted for fodboldklubben Lundtofte Boldklub.